# Polygonatum odoratum
Polygonatum odoratum је вишегодишња зељаста биљка из фамилије Liliaceae. Цвета у периоду од маја до јуна.

## Опис
Ризом је водоравно оријентисан, непосредно испод тла, беле боје. 
Стабло је усправно или благо полегло, висине око пола метра.
Листови су овални, крупни и цели. Распоред листова је спиралан.
Цветови су смештени на кратким дршкама, по 2 у пазуху листова, беличасте су боје и мирисни су. 
Плод је тамноплава бобица, пречника око један центиметар која садржи неколико семена.

## Ареал распрострањености
Аутохтоно расте на подручју Европе и Азије.

## Станиште
Може се срести у листопадним шумама, ивицама шума, падинама на локацијама која нису изложена директном сунчевом зрачењу.  pH тла мора бити умерено ниска.

## Употреба
Млади изданци садрже Ц витамин, па су хранљиви. Ризом садржи скроб, па се након сакупљања у јесен, може сушити и самлети. Меснате бобице су отровне, конзумирање узрокује кардиолошке проблеме. 

## Галерија
- листови
- цвет